# Faniska
Faniska è un'opéra-comique in tre atti di Luigi Cherubini su libretto di Joseph von Sonnleitner, tratto da Les mines de Pologne di René-Charles Guilbert de Pixerécourt. La prima rappresentazione ebbe luogo al Theater am Kärntnertor di Vienna il 25 febbraio 1806.

## La nascita diFaniska
Nel giugno del 1805, Cherubini accettò un invito a recarsi a Vienna, dove i suoi lavori erano molto apprezzati. Qui allestì una serie di concerti e assistette a una rappresentazione del Fidelio di Beethoven. Incontrò anche Haydn, un compositore che ammirava in modo particolare, e gli consegnò una medaglia del conservatorio di Parigi. Haydn offrì a Cherubini il manoscritto della Sinfonia Col rullo di timpani. Cherubini accettò anche una commissione per scrivere un'opera per le scene viennesi, di cui Faniska fu il risultato. La trama ha molto in comune con una precedente opera di Cherubini, Lodoïska, del 1791, inclusa l'ambientazione polacca.

## Accoglienza
Faniska fu accolta con entusiasmo da Beethoven (presente alla première) e Haydn, mentre piacque di meno a Weber. Negli anni seguenti fu rappresentata in altre città europee, tuttavia in seguito non riuscì a trovare un posto duraturo nel repertorio. Lo stile musicale si discosta da quello adottato da Cherubini nelle opere precedenti, e la partitura è «irta di complessità contrappuntistiche».

## Interpreti della prima rappresentazione
| Personaggio | Interprete                        |
| ----------- | --------------------------------- |
| Rasinski    | Neumann                           |
| Faniska     | Anna Milder-Hauptmann             |
| Hedwig      | Thérèse Neumann                   |
| Zamoski     | Karl Friedrich Clemens Weinmüller |
| Oranski     | Johann Vogel                      |
| Moska       | B. Rothe                          |
| Rasno       | Wilhelm Ehlers                    |
| Manoski     | Rösner                            |

## Trama

### Atto I
Zamoski, starosta di Sandomir, ordina al suo scagnozzo cosacco Oranski di rapire Faniska, la moglie dello starosta di Rava, Rasinski. Faniska viene condotta al castello di Zamoski ma riesce a resistere alle sue avances. Rasinski giunge al castello travestito da messaggero. Zamoski tuttavia lo riconosce e imprigiona lui e Faniska nelle segrete del castello.

### Atto II
La serva di Zamoski, Moska, e suo nipote Rasno cercano di liberare la coppia dal carcere, ma il loro piano fallisce.

### Atto III
La coppia finalmente riesce a fuggire con l'aiuto di Rasno. I soldati di Rasinski attaccano il castello, Zamoski viene ucciso e Oranski viene catturato e portato in giudizio.